# Eurylabus victoriae
Eurylabus victoriae är en stekelart som beskrevs av Heinrich 1974. Eurylabus victoriae ingår i släktet Eurylabus, och familjen brokparasitsteklar. Inga underarter finns listade.